# Valea Răchitei
Valea Răchitei – wieś w Rumunii, w okręgu Caraș-Severin, w gminie Șopotu Nou. W 2011 roku liczyła 91 mieszkańców. 